# Předseda stálého výboru Všečínského shromáždění lidových zástupců
Předseda Stálého výboru Všečínského shromáždění lidových zástupců (čínsky pchin-jinem Quánguó Rénmín Dàibiǎo Dàhuì Chángwù Wěiyuánhuì Wěiyuánzhǎng, znaky zjednodušené 全国人民代表大会常务委员会委员长) stojí v čele Stálého výboru Všečínského shromáždění lidových zástupců, čínského nejvyššího legislativního orgánu. Téměř třítisicové Všečínské shromáždění lidových zástupců (VSLZ), čínský parlament, zasedá v plném obsazení jen jednou ročně. Zhruba stopadesátičlenný Stálý výbor plní funkci parlamentu po zbytek roku. V čele Stálého výboru stojí předseda a půldruhé desítky místopředsedů stálého výboru.
Předseda Stálého výboru patří k nejvlivnějším politikům Čínské lidové republiky (ČLR), podle formálního pořadí je třetím nejvyšším představitelem státu za prezidentem a předsedou vlády, a před předsedou Čínského lidového politického poradního shromáždění.
Funkce vznikla se zřízením Všečínského shromáždění lidových zástupců podle ústavy z roku 1954. Ústava z roku 1975 zrušila funkci předsedy ČLR a hlavou státu se stal předseda Stálého výboru VSLZ. Ústava z roku 1982 úřad předsedy (resp. prezidenta) ČLR obnovila.

## Seznam předsedů Stálého výboru VSLZ
| Předsedové Stálého výboru VSLZ | Předsedové Stálého výboru VSLZ | Předsedové Stálého výboru VSLZ | Předsedové Stálého výboru VSLZ | Předsedové Stálého výboru VSLZ | Předsedové Stálého výboru VSLZ                                        | Předsedové Stálého výboru VSLZ                                                                            |
| Pořadí                         | Portrét                        | Jméno                          | Volební období VSLZ            | Nástup do úřadu                | Opuštění úřadu                                                        | Poznámky, stranické funkce                                                                                |
| ------------------------------ | ------------------------------ | ------------------------------ | ------------------------------ | ------------------------------ | --------------------------------------------------------------------- | --- |
| 1.                             |                                | Liou Šao-čchi                  | 1.                             | 15. září 1954                  | 28. dubna 1959                                                        | místopředseda ÚV KS Číny                                                                                  |
| 2.                             |                                | Ču Te                          | 2.                             | 27. dubna 1959                 | 4. ledna 1965                                                         | člen stálého výboru politbyra ÚV KS Číny, do 1966 také místopředseda ÚV KS Číny                           |
| 2.                             | 3.                             | Ču Te                          | 4. ledna 1965                  | 17. ledna 1975                 |                                                                       | člen stálého výboru politbyra ÚV KS Číny, do 1966 také místopředseda ÚV KS Číny                           |
| 2.                             | 4.                             | Ču Te                          | 17. ledna 1975                 | 6. července 1976               | hlava státu; člen stálého výboru politbyra ÚV KS Číny, zemřel v úřadě | |
| –                              | 4.                             |                                | Sung Čching-ling               | 6. července 1976               | 3. března 1978                                                        | hlava státu jako úřadující předsedkyně VSLZ, členka politické strany Revoluční výbor čínského Kuomintangu |
| 3.                             |                                | Jie Ťien-jing                  | 5.                             | 3. března 1978                 | 18. června 1983                                                       | hlava státu; člen stálého výboru politbyra ÚV KS Číny, do 1982 také místopředseda ÚV KS Číny              |
| 4.                             |                                | Pcheng Čen                     | 6.                             | 18. června 1983                | 13. dubna 1988                                                        | do roku 1987 člen politbyra ÚV KS Číny                                                                    |
| 5.                             |                                | Wan Li                         | 7.                             | 13. dubna 1988                 | 27. března 1993                                                       | do roku 1992 člen politbyra ÚV KS Číny                                                                    |
| 6.                             |                                | Čchiao Š’                      | 8.                             | 27. března 1993                | 15. března 1998                                                       | do roku 1997 člen stálého výboru politbyra ÚV KS Číny                                                     |
| 7.                             |                                | Li Pcheng                      | 9.                             | 15. března 1998                | 15. března 2003                                                       | do roku 2002 člen stálého výboru politbyra ÚV KS Číny                                                     |
| 8.                             |                                | Wu Pang-kuo                    | 10.                            | 15. března 2003                | 15. března 2008                                                       | do roku 2012 člen stálého výboru politbyra ÚV KS Číny                                                     |
| 8.                             | 11.                            | Wu Pang-kuo                    | 15. března 2008                | 14. března 2013                |                                                                       | do roku 2012 člen stálého výboru politbyra ÚV KS Číny                                                     |
| 9.                             |                                | Čang Te-ťiang                  | 12.                            | 14. března 2013                | 17. března 2018                                                       | do roku 2017 člen stálého výboru politbyra ÚV KS Číny                                                     |
| 10.                            |                                | Li Čan-šu                      | 13.                            | 17. března 2018                | 10. března 2023                                                       | člen stálého výboru politbyra ÚV KS Číny                                                                  |
| 11.                            |                                | Čao Le-ťi                      | 14.                            | 10. března 2023                | v úřadě                                                               | člen stálého výboru politbyra ÚV KS Číny                                                                  |